# Timothy Morton
Timothy Morton (Londres, 1968 -) é um filósofo e crítico literário de origem inglesa. Especializou-se academicamente pelo estudo do Romantismo, especialmente da obra de P. B. Shelley e Mary Shelley, se destaca também pelas contribuições à crítica ecológica contemporânia, utilizando análises estéticas, ontológicas e literárias. Além da produção acadêmica é reconhecido também por suas intervenções em uma amplitude de produções cultural, como instalações, documentários, música e livros de divulgação.
Morton é conhecido por sua forte crítica ao pensamento ecológico, focando principalmente na rejeição da natureza enquanto um conceito útil para a superação dos impasses contemporâneos, contra isso ele propõem sua Dark Ecology (Ecologia Obscura). Faz parte da tendência filosófica conhecida como object-oriented ontology (ontologia orientada por objetos) e do campo de estudos literários chamado de 'eco-criticismo'.  É influenciado principalmente por Bruno Latour, Deleuze, Derrida, Graham Harman e Whitehead.

## Biografia
Timothy Morton nasceu no noroeste de Londres em 1968. Ambos os seus pais eram violinistas. Depois do divórcio do casal no fim da década de 1970, seu pai saiu numa viagem de protesto com o Greenpeace. Sua mãe foi uma militante feminista e participante do Campaign for Nuclear Disarmament. Morton teve uma perfomance acadêmica notável desde cedo, recebendo bolsas de estudos no colégio de elite St Paul’s School. Formou-se em Oxford com uma dissertação sobre a relação entre as obras de P. B. Shelley e Mary Shelley.
Foi professor da Universidade da Califórnia em Davis até 2012, quando mudou-se para a Universidade Rice, onde atualmente dá aula.

## Obras
- 1994. Shelley and the Revolution in Taste: The Body and the Natural World
- 2000. Radical Food: The Culture and Politics of Eating and Drinking, 1790-1820
- 2000. The Poetics of Spice: Romantic Consumerism and the Exotic
- 2002. Mary Shelley's Frankenstein: A Routledge Study Guide and Sourcebook
- 2002. Radicalism in British Literary Culture, 1650-1830
- 2004. Cultures of Taste/Theories of Appetite: Eating Romanticism
- 2006. The Cambridge Companion to Shelley
- 2007. Ecology Without Nature: Rethinking Environmental Aesthetics
- 2010. The Ecological Thought
- 2013. Realist Magic: Objects, Ontology, Causality
- 2013. Hyperobjects: Philosophy and Ecology after the End of the World
- 2015. Nothing: Three Inquiries in Buddhism
- 2016. Dark Ecology: For a Logic of Future Coexistence
- 2017. Humankind: Solidarity with Non-Human People
- 2018. Being Ecological
- 2021. Spacecraft
- 2021. Hyposubjects: On Becoming Human

### No Brasil
- O pensamento ecológico (tradução de Renato Prelorentzou; Quina Editora, 2023)
- Ser ecológico (tradução de Maíra Mendes Galvão; Quina Editora, 2023)